# Попов, Павел Васильевич (генерал)
Па́вел Васи́льевич Попо́в (24 марта [4 апреля] 1795 [по др. версии 1793] — 1 [13] апреля 1839) — генерал-майор (25.03.1828) русской императорской армии. Участник Отечественной войны 1812 года и Заграничных походов 1813—1814 годов. Герой русско-персидской войны 1826—1828 годов и русско-турецкой войны 1828—1829 годов. Георгиевский кавалер.

## Биография
Происходил из рода Поповых. Внебрачный сын высокопоставленного сановника Василия Степановича Попова, усыновлённый царским указом от 1801 года. По отцовскому завещанию унаследовал обширные имения в Новороссии, в том числе Васильевку и Караджи.

### Военная служба
Начал службу в 1811 году юнкером в лейб-гвардии Артиллерийской бригаде. В 1812 году получил чин прапорщика. Принимал участие в Отечественной войне, в кампании 1813 года находился в сражениях при Люцене, Бауцене, Кульме и Лейпциге и кампанию 1814 года завершил в битве под стенами Парижа.
Масон, к 1816 году — мастер петербургской ложи «Соединённые друзья».
Назначенный в 1816 году адъютантом к А. П. Ермолову, Попов сопровождал его в 1816 году во время посольства в Персию, в 1818 и 1819 годах участвовал на Кавказе в походах и делах против чеченцев и лезгинцев, за отличие в 1820 году произведён в полковники и 28 марта 1821 году назначен командиром Херсонского гренадерского полка.
В 1826 году Попов участвовал в разбитии персов при Шамхоре и под Елисаветполем, в 1827 году — при осаде и сдаче Аббас-Абада, разбитии Аббас-Мирзы у Джеван-Булака и при занятии Тавриза, за что 12 февраля 1828 года был награждён орденом Святого Владимира 3-й степени.
В 1828 году Попов был произведён в генерал-майоры с назначением состоять при начальнике 21-й пехотной дивизии, а затем был определён начальником 1-й бригады 20-й пехотной дивизии, после чего, с началом Турецкой войны, принял участие в разбитии Коса-Мегмед-паши и Мустафа-паши: 6 августа 1828 года, проходя с отрядом мимо крепости Ацхур, он должен был сбить неприятеля с высот, откуда тот мог наносить существенный вред русским войсками; Попов исполнил это поручение весьма успешно. Также Попов с блеском показал себя в сражении 9 августа под Ахалцыхом, где командовал войсками правого фланга. За эти отличия он 1 января 1829 года награждён был орденом Святого Георгия 4-й степени (№ 4243 по списку Григоровича — Степанова)
За отличную храбрость и мужество, оказанные 6 августа 1828 года под Ацхуром и 8 августа под Ахалцыхом, где, командуя на правом фланге, в продолжение восьми часов находился с баталионом и донскими орудиями в первой линии под сильным огнём, удержал место, несмотря на все усилия превосходных турецких сил, несколько раз мужественно опрокидывал их атаки и к вечеру подкрепил кавалерию в преследовании неприятеля на пространстве 25-ти верст.
Также за штурм и взятие Ахалцыха получил золотую шпагу с надписью «За храбрость», украшенную алмазами.
В 1829 году Попов руководил обороной Баязета против ванского паши, за что 17 сентября того же года удостоился получить орден Святого Георгия 3-й степени (№ 415 по кавалерским спискам).
В воздаяние отличнаго мужества и храбрости, оказанных в сражениях против турок 20 и 21 июня 1829 года, при нападении неприятельских войск на крепость Баязет, где, командуя гарнизоном, отразил многочисленнаго неприятеля после двух-суточнаго жестокаго сражения.
В. А. Потто при описании обороны Баязета приводит следующую характеристику Попова: «Человек молодой, со значительным состоянием, любивший пожить на широкую ногу, он с некоторой беспечностью характера соединял истинные военные дарования и, главное, имел способность не терять головы ни при каких серьёзных и трудных обстоятельствах».

### В отставке
По окончании турецкой войны Попов женился на грузинской княжне Елене Александровне Эристави (1808—1862), внучке грузинского царя Ираклия II, и вышел в отставку. Расшатанное здоровье и расстроенные домашние дела вынудили поселиться в новороссийских имениях и посвятить остаток жизни сельскохозяйственным делам. Супруги обосновались неподалёку от Днепра в Васильевском имении, где Павел Васильевич начал активно развивать земледелие. Именно его стараниями здесь были посажены многочисленные сады и виноградники. Он был членом Московского Общества сельского хозяйства.
В конце жизни Попов проживал в Санкт-Петербурге или в Москве, а летом — в своих полтавских поместьях. Скончался от воспаления 1 апреля 1839 года в Симферополе, оставив наследником сына Василия Павловича. Его имя высечено в Георгиевском зале Кремля.

## Награды
- Орден Святой Анны 2-й степени (27.01.1827)
- Алмазные знаки к ордену Святой Анны 2-й степени (05.08.1827)
- Орден Святого Владимира 3-й степени (12.02.1828)
- Орден Святого Георгия 4-й степени (01.01.1829)
- Золотая шпага с надписью «За храбрость», украшенная алмазами (21.04.1829)
- Орден Святого Георгия 3-й степени (17.09.1829)